# Усі сидячі на землі
«Усі сидячі на землі» (англ. All Seated on the Ground) — науково-фантастична повість, вперше надрукована у грудні 2007 року на сторінках американського журналу «Азімовз сайнс фікшн», твір окремо вийшов у видавництві Subterranean Press. 2008 року отримала премію «Г'юго» за найкращу повість.

## Сюжет
Повість розповідає про Мег, оглядача газет. Жінка приєдналася до комісії з вивчення прибульців, які потрапили в кампус університету Денвера. Інопланетяни люто дивляться на всіх і дозволяють вести себе в різні місця, але комісія не знає, як з ними спілкуватися. Після інциденту в місцевому торговому центрі під час різдвяного шопінгу, Мег та директор шкільного хору об'єдналися, щоб спробувати розшифрувати дії інопланетян, перш ніж вони покинуть Землю.